# Aguinaldo Fonseca
Aguinaldo Fonseca (22 de setembre de 1922; Mindelo, Cap Verd – 24 de gener de 2014; Lisboa, Portugal) fou un poeta capverdià.
Aguinaldo Fonseca es va traslladar a Lisboa l'any 1945 i va publicar diversos poemes en diferents diaris portuguesos.
Va començar la seva carrera professional com a col·laborador del diari Claridade l'any 1945 i posteriorment en el setmanari Mundo Literário (1946-1968).
Posteriorment fou conegut com a "el poeta oblidat", tot i que va publicar a la col·lecció "Linha do Horizonte" de 1951, set anys després, reunits en una selecció de poemes al suplement cultural "Notícias de Cabo Verde", on va descriure la vida de Michel Laban, un investigador francès nascut a Algèria, que va estudiar literatura lusòfona, i que morí a París el desembre del 2008.
Un dels seus poemes es pot trobar al CD Poesia de Cabo Verde e Sete Poemas de Sebastião da Gama (2007) d'Afonso Dias.

## Poemes
- Mãe negra
- Canção dos rapazes da ilha